# Ларга (річка)
Ла́рга — річка в Україні (витоки) та Молдові. Ліва притока Пруту (басейн Дунаю). 
Довжина 25 км, площа басейну 117 км². Долина в середній та нижній течії вузька і глибока; річка порожиста, з кам'янистим дном. 
Бере початок на території України, з болотяної місцевісті на кордоні з Молдовою (на південь від смт Кельменці Чернівецької області, на південний захід від ст. Ларга, та на північ (2,5 км на Пн-Зх) від с. Ларга). Протікає в межах Бессарабської височини (Товтри) територією Молдови. Тече на південь і (частково) на південний схід, впадає до Пруту на південний схід від міста Липкани, 4 км південніше с. Слобозія-Шірауць (656 км від витоку). 

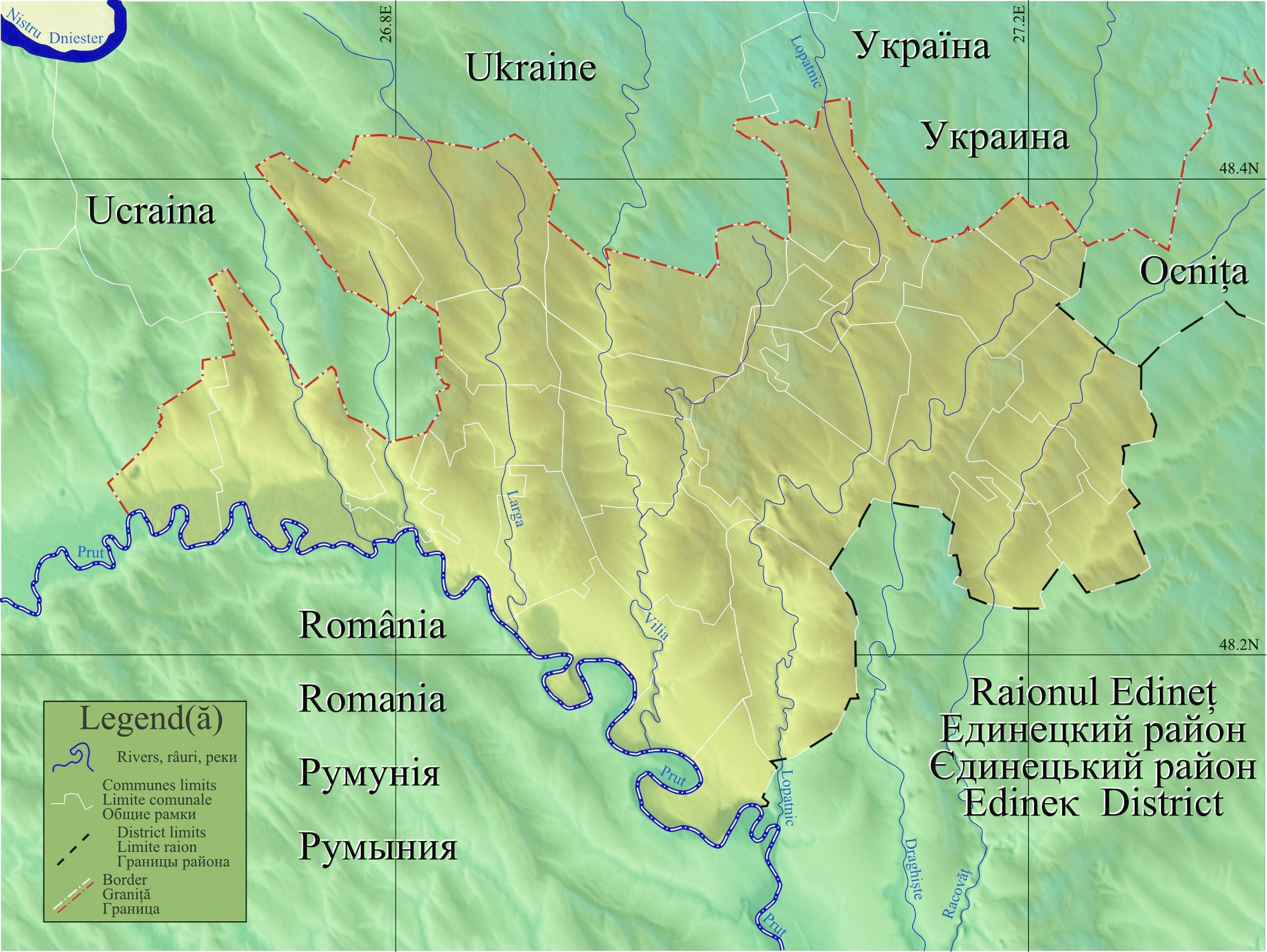
Річка Ларга на мапі Бричанського р-ну Молдови